# Quasipaa
Quasipaa is een geslacht van kikkers uit de familie Dicroglossidae. De groep werd voor het eerst wetenschappelijk beschreven door Alain Dubois in 1992. Later werd de wetenschappelijke naam Eripaa gebruikt.
Alle soorten komen voor in delen van Azië en leven in de landen Cambodja, China, Thailand en Vietnam. Mogelijk komen er ook soorten voor in Laos.
Tegenwoordig zijn er elf verschillende soorten, inclusief de pas in 2009 beschreven soort Quasipaa acanthophora. Sommige soorten behoorden eerder tot andere geslachten, zoals Quasipaa delacouri die vroeger tot het niet langer erkende geslacht Annandia werd gerekend.

## Soorten
Geslacht Quasipaa
- Soort Quasipaa acanthophora
- Soort Quasipaa boulengeri
- Soort Quasipaa courtoisi
- Soort Quasipaa delacouri
- Soort Quasipaa exilispinosa
- Soort Quasipaa fasciculispina
- Soort Quasipaa jiulongensis
- Soort Quasipaa shini
- Soort Quasipaa spinosa
- Soort Quasipaa verrucospinosa
- Soort Quasipaa yei

Allopaa · 
Chrysopaa · 
Euphlyctis · 
Fejervarya · 
Hoplobatrachus · 
Limnonectes · 
Nannophrys · 
Nanorana · 
Ombrana · 
Quasipaa · 
Sphaerotheca